# Kanton Genf
Koordinaten: 46° 13′ N, 6° 10′ O; CH1903: 501800 / 119304

Offizielles Logo des Kantons Genf

Genf (schweizerdeutsch Gämf/Gänf, französisch Genève [ʒ(ə)nɛv], frankoprovenzalisch Zeneva [ðəˈnɛva, ˈzɛnəva], italienisch Ginevra, rätoromanisch Genevraⓘ), amtlich französisch République et canton de Genève ‚Republik und Kanton Genf‘, ist ein Kanton der Schweiz. Er liegt in der frankophonen Romandie, zählt zur grenzüberschreitenden Metropolregion Genf-Lausanne und grenzt an Frankreich sowie an den Kanton Waadt. Der Hauptort ist die gleichnamige Stadt Genf.

## Geschichte

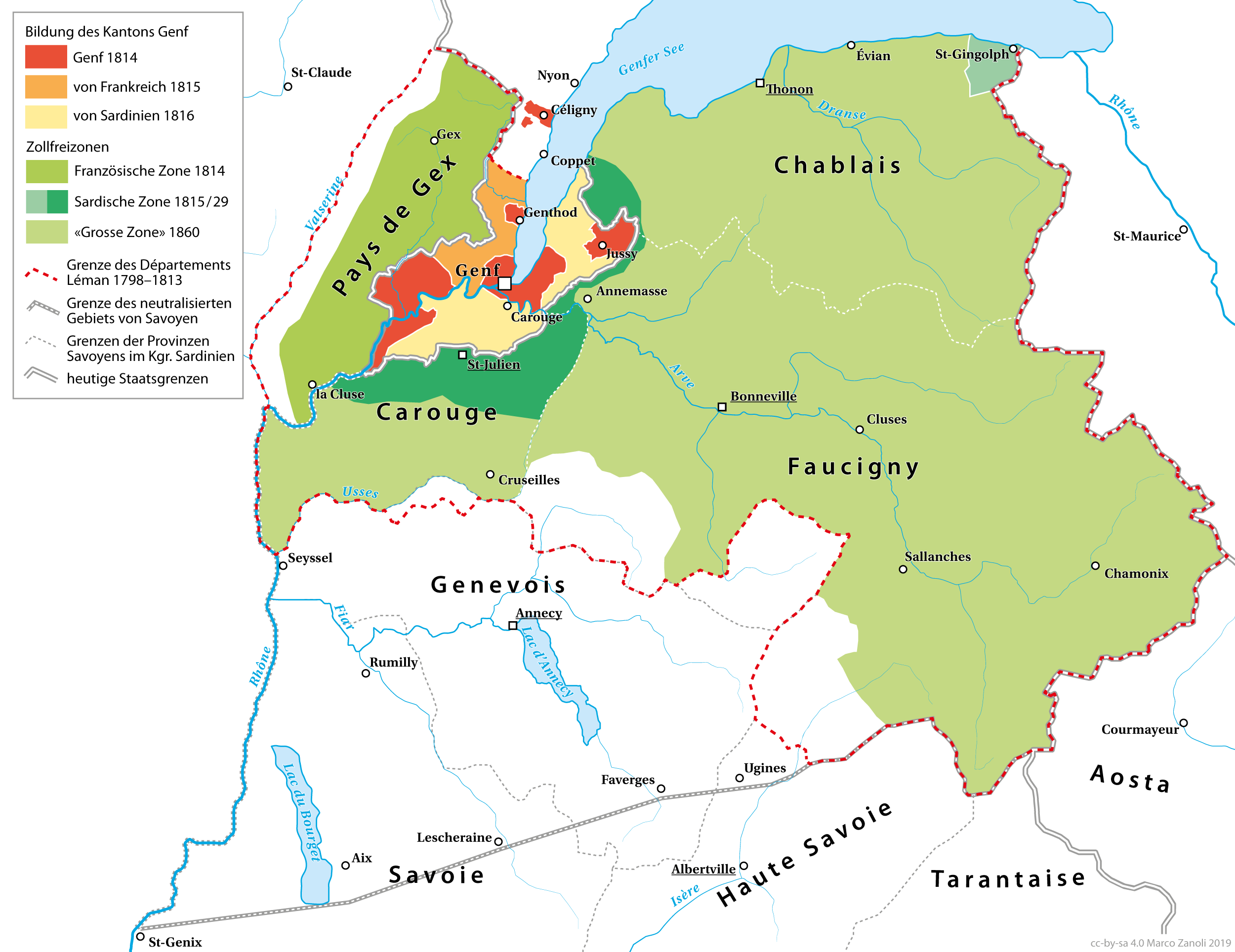
Karte zur Entstehung des schweizerischen Kantons Genf und der Freizonen 1814–1860

Der Kanton Genf wurde 1815 aus der Stadtrepublik Genf, deren Untertanengebieten sowie den ihm vom Wiener Kongress zugesprochenen französischen und savoyardischen Territorien (z. B. Stadt Carouge) gebildet (→ siehe Geschichte des Kantons Genf). Die eidgenössische Tagsatzung bewilligte am 12. September 1814 offiziell die Aufnahme Genfs als 22. Kanton in die Eidgenossenschaft. Der Vereinigungsvertrag wurde am 19. Mai 1815 unterzeichnet. Die Abtretungen der Gebiete Frankreichs und des Königreichs Sardinien wurden im Zweiten Pariser Frieden 1815 und im Vertrag von Turin 1816 geregelt.
Das aristokratische Regime hielt sich bis zur liberalen Revolution vom 7. Oktober 1846. Im folgenden Jahr 1847 gab sich Genf eine neue Kantonsverfassung und stimmte 1848 der neuen Bundesverfassung der Schweizerischen Eidgenossenschaft zu. Seither gehört es zu den sozial-liberalen Kantonen der Schweiz.
Am 3. März 2024 wurde die bis dato inoffizielle Hymne des Kantons Genf (Cé qu’è lainô) durch die Stimmberechtigten mit 61,77 Prozent (75'671 Stimmen) als offizielle Kantonshymne in der Kantonsverfassung aufgenommen. Die Wahlbeteiligung lag bei 52,57 Prozent. Am 23. März 2024 trat die Verfassungsänderung in Kraft.

## Geographie
Der Kanton Genf bildet den südwestlichen Zipfel der Schweiz. Er liegt in der Romandie (französischsprachige Schweiz) und ist fast völlig von französischem Gebiet umgeben: Seine Grenze zu Frankreich – und dessen Départements Ain und Haute-Savoie – ist 103, die zum Schweizer Kanton Waadt dagegen nur 4,5 Kilometer lang.
Der Kanton umschliesst das südwestliche Ende des Genfersees, am Ausfluss der Rhone Richtung Mittelmeer. Der zweite wichtige Fluss ist die Arve, die, von Chamonix kommend, sich in Genf mit der Rhone vereint. Der Kanton liegt im «Genfer Becken» («cuvette genevoise») zwischen den vier höchsten Gipfeln der Gebirgskette Jura und den französischen Bergen Vuache, Salève und Voirons. Die Landschaft ist hügelig. Den höchsten Punkt (516 m ü. M.) bildet der Grenzstein Nr. 141 bei Les Arales beim Weiler La Monniaz in der Gemeinde Jussy, der niedrigste Punkt (340 m ü. M.) ist zugleich der westlichste Punkt der Schweiz und liegt an der Rhone bei Chancy.
Die politische Gemeinde Céligny bildet zwei Exklaven des Kantons Genf im Kanton Waadt am rechten Ufer des Genfersees.
Das unterste Seebecken, die Rhone und ihre Ufer sowie die Täler der Nebenflüsse Allondon (rechts) und Laire (links) sind Ramsar-Schutzgebiete. Auf nationaler Ebene ist das 19,294 Quadratkilometer große Gebiet als Wasser- und Zugvogelreservate, als Landschaft von nationaler Bedeutung und durch andere Bundesinventare geschützt. Das Tal des Allondon wurde vom Kanton bereits 1968 unter Naturschutz gestellt, nachdem in den 1940er Jahren Pläne für den Bau eines Stausees ausgearbeitet worden waren.

## Bevölkerung
Per 31. Dezember 2023 betrug die Einwohnerzahl des Kantons Genf 524'410. Die Bevölkerungsdichte liegt mit 1857 Einwohnern pro Quadratkilometer deutlich über dem Schweizer Durchschnitt (217 Einwohner pro Quadratkilometer). Der Ausländeranteil (gemeldete Einwohner ohne Schweizer Bürgerrecht) bezifferte sich am 31. Dezember 2023 auf 41,7 Prozent, während landesweit 27,0 Prozent Ausländer registriert waren. Per 30. Juni 2021 betrug die Arbeitslosenquote 4,9 Prozent gegenüber 2,8 Prozent auf eidgenössischer Ebene.

### Sprachen
Amtssprache ist Französisch. Die Gebärdensprache ist anerkannt (Art. 16 Genfer Verfassung).
Die ursprüngliche Sprache der Region, das Frankoprovenzalische, wurde auf kanzleisprachlicher Ebene im Spätmittelalter vom Französischen abgelöst, hielt sich aber auf dialektaler Ebene besonders in den bis 1815 savoyischen Gemeinden noch bis ins 20. Jahrhundert. Heute ist das Genfer Patois ausgestorben.
81 Prozent der Kantonsbevölkerung geben Französisch, 11 Prozent Englisch, 10 Prozent Portugiesisch, 8 Prozent Spanisch, 7 Prozent Italienisch und 5 Prozent Deutsch als Hauptsprache(n) an. (Aufgrund von Mehrfachnennungen ergibt das Total nicht 100 Prozent.)

### Religionen – Konfessionen
Die bereits vor 1815 zu Genf gehörenden Gebiete sind traditionell reformiert, die am Wiener Kongress angeschlossenen, vormals französischen und savoyardischen traditionell katholisch. Infolge starker Zuwanderung aus Schweizer Bergregionen und aus Südeuropa hat der katholische Bevölkerungsanteil stark zugenommen. Staat und Kirche sind seit 1907 nach französischem Vorbild getrennt.
Gemäss einer landesweiten Erhebung des Bundesamtes für Statistik (BFS) aus dem Jahr 2014 zum Thema Religion bezeichnen sich 43 Prozent der Bewohner des Kantons Genf als katholisch, 10 Prozent als reformiert und 27 Prozent als konfessionslos. Die übrigen 20 Prozent sind mehrheitlich Anhänger anderer christlichen Konfessionen (u. a. Evangelikale) und Muslime. Als spirituell bezeichnet sich knapp die Hälfte (49 Prozent) der Kantonsbevölkerung und nur ein gutes Drittel (35 Prozent) als religiös. 44 Prozent der Bevölkerung glauben an ein Leben nach dem Tod, 30 Prozent glauben nicht daran, und weitere 26 Prozent sind unschlüssig bzw. wissen darauf keine Antwort.

## Verfassung und Politik
Die gegenwärtige Genfer Kantonsverfassung wurde am 14. Oktober 2012 in einer Volksabstimmung (54,1 Prozent Ja-Stimmen) angenommen und trat per 1. Juni 2013 in Kraft. Sie löste dabei die formal vom Jahre 1847, aber 1958 grundlegend überarbeitete bisherige Verfassung ab.
Das politische Leben in Genf ist von – für Schweizer Verhältnisse – besonders heftigen Auseinandersetzungen geprägt, insbesondere zwischen der mehrheitlich linken Stadtregierung und der mehrheitlich bürgerlichen Kantonsregierung. Für die regelmässigen Konflikte und Skandale wurde der Begriff der Genferei geprägt.

### Direktdemokratische Volksrechte
3 Prozent der Genfer Stimmberechtigten können innerhalb von vier Monaten auf dem Weg der Volksinitiative selbst den Erlass, die Änderung oder die Aufhebung eines Gesetzes vorschlagen; für eine Teil- oder Totalrevision der Verfassung bedarf es der Unterschriften von 4 Prozent der Stimmberechtigten.
Verfassungsänderungen unterliegen dem obligatorischen Referendum und sind damit zwingend der Volksabstimmung zu unterbreiten.
Ebenfalls 3 Prozent der Stimmberechtigten können auf dem Weg des fakultativen Referendums verlangen, dass ein vom Grossen Rat erlassenes Gesetz oder grossrätliche Beschlüsse, die bedeutende Finanzausgaben zur Folge haben, der Volksabstimmung unterworfen werden. Gesetze, die eine neue oder die Änderung einer bisherigen Steuer vorsehen, sowie Gesetze, die das Mietrecht betreffen, bedürfen der Unterschrift von nur 500 Stimmberechtigten. Der Grosse Rat kann ferner auch von sich aus Gesetze der Volksabstimmung unterbreiten.
Für Volksinitiativen und Referenden auf kommunaler Ebene bedarf es in Gemeinden mit bis 5000 Stimmberechtigten der Unterstützung durch 20 Prozent, in Gemeinden mit 5000 bis 30'000 Stimmberechtigten der Unterstützung durch 10 Prozent und in Gemeinden mit mehr stimmberechtigten Einwohnern der Unterstützung durch 5 Prozent der Stimmberechtigten.

### Legislative
Das Kantonsparlament, der Grosse Rat (Grand Conseil), hat 100 Mitglieder (Grossräte). Sie werden vom stimm- und wahlberechtigten Volk in einem einzigen Wahlkreis nach dem Proporzwahlrecht für eine Amtszeit von fünf Jahren gewählt. Es gilt eine Sieben-Prozent-Hürde.
|  | Partei                                      | Prozent | Sitze | Sitzverteilung                                                                              | Wähleranteil in Prozent |
|  | ------------------------------------------- | ------- | ----- | ------------------------------------------------------------------------------------------- | --- |
|  | FDP.Die Liberalen (FDP)                     | 19,02   | 22    | Insgesamt 100 Sitze - Grüne: 15 - SP: 18 - Mitte: 9 - FDP: 22 - LJS: 10 - MCG: 14 - SVP: 12 | Genfer Grossratswahlen vom 2. April 2023Wahlbeteiligung: 37,14 % 20100 19,0214,6512,9311,7210,698,457,886,628,03 FDPSPGrüneMCGSVPLJSMitteGLPSonst.Gewinne und Verlusteim Vergleich zu 2018 %p 10 8 6 4 2 0 −2 −4 −6 −8−10−6,16−0,65−0,22+2,29+3,37+8,45−2,83+5,01−9,27FDPSPGrüneMCGSVPLJSMitteGLPSonst. |
|  | Sozialdemokratische Partei der Schweiz (SP) | 14,65   | 18    | Insgesamt 100 Sitze - Grüne: 15 - SP: 18 - Mitte: 9 - FDP: 22 - LJS: 10 - MCG: 14 - SVP: 12 | Genfer Grossratswahlen vom 2. April 2023Wahlbeteiligung: 37,14 % 20100 19,0214,6512,9311,7210,698,457,886,628,03 FDPSPGrüneMCGSVPLJSMitteGLPSonst.Gewinne und Verlusteim Vergleich zu 2018 %p 10 8 6 4 2 0 −2 −4 −6 −8−10−6,16−0,65−0,22+2,29+3,37+8,45−2,83+5,01−9,27FDPSPGrüneMCGSVPLJSMitteGLPSonst. |
|  | Grüne Partei der Schweiz (GPS)              | 12,93   | 15    | Insgesamt 100 Sitze - Grüne: 15 - SP: 18 - Mitte: 9 - FDP: 22 - LJS: 10 - MCG: 14 - SVP: 12 | Genfer Grossratswahlen vom 2. April 2023Wahlbeteiligung: 37,14 % 20100 19,0214,6512,9311,7210,698,457,886,628,03 FDPSPGrüneMCGSVPLJSMitteGLPSonst.Gewinne und Verlusteim Vergleich zu 2018 %p 10 8 6 4 2 0 −2 −4 −6 −8−10−6,16−0,65−0,22+2,29+3,37+8,45−2,83+5,01−9,27FDPSPGrüneMCGSVPLJSMitteGLPSonst. |
|  | Mouvement citoyens genevois (MCG)           | 11,72   | 14    | Insgesamt 100 Sitze - Grüne: 15 - SP: 18 - Mitte: 9 - FDP: 22 - LJS: 10 - MCG: 14 - SVP: 12 | Genfer Grossratswahlen vom 2. April 2023Wahlbeteiligung: 37,14 % 20100 19,0214,6512,9311,7210,698,457,886,628,03 FDPSPGrüneMCGSVPLJSMitteGLPSonst.Gewinne und Verlusteim Vergleich zu 2018 %p 10 8 6 4 2 0 −2 −4 −6 −8−10−6,16−0,65−0,22+2,29+3,37+8,45−2,83+5,01−9,27FDPSPGrüneMCGSVPLJSMitteGLPSonst. |
|  | Schweizerische Volkspartei (SVP)            | 10,69   | 12    | Insgesamt 100 Sitze - Grüne: 15 - SP: 18 - Mitte: 9 - FDP: 22 - LJS: 10 - MCG: 14 - SVP: 12 | Genfer Grossratswahlen vom 2. April 2023Wahlbeteiligung: 37,14 % 20100 19,0214,6512,9311,7210,698,457,886,628,03 FDPSPGrüneMCGSVPLJSMitteGLPSonst.Gewinne und Verlusteim Vergleich zu 2018 %p 10 8 6 4 2 0 −2 −4 −6 −8−10−6,16−0,65−0,22+2,29+3,37+8,45−2,83+5,01−9,27FDPSPGrüneMCGSVPLJSMitteGLPSonst. |
|  | Libertés et Justice Sociale (LJS)           | 08,45   | 10    | Insgesamt 100 Sitze - Grüne: 15 - SP: 18 - Mitte: 9 - FDP: 22 - LJS: 10 - MCG: 14 - SVP: 12 | Genfer Grossratswahlen vom 2. April 2023Wahlbeteiligung: 37,14 % 20100 19,0214,6512,9311,7210,698,457,886,628,03 FDPSPGrüneMCGSVPLJSMitteGLPSonst.Gewinne und Verlusteim Vergleich zu 2018 %p 10 8 6 4 2 0 −2 −4 −6 −8−10−6,16−0,65−0,22+2,29+3,37+8,45−2,83+5,01−9,27FDPSPGrüneMCGSVPLJSMitteGLPSonst. |
|  | Die Mitte                                   | 07,88   | 09    | Insgesamt 100 Sitze - Grüne: 15 - SP: 18 - Mitte: 9 - FDP: 22 - LJS: 10 - MCG: 14 - SVP: 12 | Genfer Grossratswahlen vom 2. April 2023Wahlbeteiligung: 37,14 % 20100 19,0214,6512,9311,7210,698,457,886,628,03 FDPSPGrüneMCGSVPLJSMitteGLPSonst.Gewinne und Verlusteim Vergleich zu 2018 %p 10 8 6 4 2 0 −2 −4 −6 −8−10−6,16−0,65−0,22+2,29+3,37+8,45−2,83+5,01−9,27FDPSPGrüneMCGSVPLJSMitteGLPSonst. |
|  | Grünliberale Partei (glp)                   | 06,62   | 0–    | Insgesamt 100 Sitze - Grüne: 15 - SP: 18 - Mitte: 9 - FDP: 22 - LJS: 10 - MCG: 14 - SVP: 12 | Genfer Grossratswahlen vom 2. April 2023Wahlbeteiligung: 37,14 % 20100 19,0214,6512,9311,7210,698,457,886,628,03 FDPSPGrüneMCGSVPLJSMitteGLPSonst.Gewinne und Verlusteim Vergleich zu 2018 %p 10 8 6 4 2 0 −2 −4 −6 −8−10−6,16−0,65−0,22+2,29+3,37+8,45−2,83+5,01−9,27FDPSPGrüneMCGSVPLJSMitteGLPSonst. |
|  | sonstige Parteien                           | 08,03   | 0–    | Insgesamt 100 Sitze - Grüne: 15 - SP: 18 - Mitte: 9 - FDP: 22 - LJS: 10 - MCG: 14 - SVP: 12 | Genfer Grossratswahlen vom 2. April 2023Wahlbeteiligung: 37,14 % 20100 19,0214,6512,9311,7210,698,457,886,628,03 FDPSPGrüneMCGSVPLJSMitteGLPSonst.Gewinne und Verlusteim Vergleich zu 2018 %p 10 8 6 4 2 0 −2 −4 −6 −8−10−6,16−0,65−0,22+2,29+3,37+8,45−2,83+5,01−9,27FDPSPGrüneMCGSVPLJSMitteGLPSonst. |

### Exekutive
Die Kantonsregierung, der Staatsrat (Conseil d’État), besteht aus sieben Mitgliedern (Staatsräten). Die Staatsräte werden vom Volk nach dem Majorzwahlrecht für eine feste Amtszeit von ebenfalls fünf Jahren gewählt, wobei der erste Wahlgang gleichzeitig mit den Wahlen zum Grossen Rat stattfindet. Aus seiner Mitte wählt der Staatsrat seinen Präsidenten für die gesamte fünfjährige Amtszeit (gemäss der Volksabstimmung vom 27. September 2020 wird in absehbarer Zeit allerdings wieder die einjährige Präsidentschaft eingeführt).
| Staatsrat                           | Partei | Departement (französischsprachig)                                                  |
| ----------------------------------- | ------ | ---------------------------------------------------------------------------------- |
| Antonio Hodgers (Präsident)         | Grüne  | Département du territoire (DT)                                                     |
| Nathalie Fontanet (Vizepräsidentin) | FDP    | Département des finances, des ressources humaines et des affaires extérieures (DF) |
| Thierry Apothéloz                   | SP     | Département de la cohésion sociale (DCS)                                           |
| Anne Hiltpold                       | FDP    | Département de l’instruction publique, de la formation et de la jeunesse (DIP)     |
| Carole-Anne Kast                    | SP     | Département des institutions et du numérique (DIN)                                 |
| Pierre Maudet                       | 0— A1  | Département de la santé et des mobilités (DSM)                                     |
| Delphine Bachmann                   | Mitte  | Département de l’économie et de l’emploi (DEE)                                     |

### Judikative
Die Organisation der Gerichte ist Gegenstand des Genfer Gerichtsverfassungsgesetzes von 2010. Erstinstanzliche Gerichte sind das Zivilgericht (Tribunal civil) und das Strafgericht (Tribunal pénal), die beide in mehrere Sektionen gegliedert sind. Gericht zweiter Instanz in zivil- und strafrechtlichen Angelegenheiten ist der in mehrere Abteilungen gegliederte Justizhof (Cour de justice). Ferner gibt es Spezialgerichte wie das Jugendgericht (Tribunal des mineurs), das Gericht in Kindes- und Erwachsenenschutzsachen (Tribunal de protection de l’adulte et de l’enfant) – dessen Richter zugleich als Friedensrichter (Juges de la paix) amten – und das gewerbliche Schiedsgericht (Juges prud’hommes). Das bisherige Geschworenengericht (Cour d’assises) ist mit dem Inkrafttreten der Schweizerischen Strafprozessordnung, die keine Prozesse gemäss dem Unmittelbarkeitsprinzip mehr vorsieht, 2011 hinfällig geworden.
Die Verfassungsgerichtsbarkeit wird durch das Verfassungsgericht (Cour constitutionnelle) ausgeübt, das auf Verlangen die Übereinstimmung kantonaler Erlasse mit übergeordnetem Recht überprüft, Streitigkeiten bezüglich der Ausübung kantonaler und kommunaler politischer Rechte behandelt und Konflikte zwischen Staatsgewalten (autorités) entscheidet.
Verwaltungsrechtliche Streitigkeiten beurteilen das Verwaltungsgericht erster Instanz (Tribunal administratif de première instance) und der eine Abteilung des Cour de justice bildende Verwaltungsgerichtshof (Cour de droit public).
Der Kanton Genf kennt seit 2005/2006 nach französischem Vorbild einen verwaltungsunabhängigen Rechnungshof (Cour des comptes), dessen sechs Mitglieder die öffentlichen Finanzen kontrollieren.
Die Genfer Richter der ordentlichen Gerichtsbarkeit, wie auch jene des Rechnungshofes, werden vom Volk nach dem Majorzwahlrecht für eine Amtszeit von sechs Jahren gewählt. Die Richter der Spezialgerichte wählt der Grosse Rat. Die Aufsicht über die Gerichte kommt dem Richterrat (Conseil supérieur de la magistrature) zu, der aus sieben bis neun Mitgliedern besteht und dessen Zusammensetzung und Wahl das Gesetz festlegt.

### Regionale und internationale Zusammenarbeit
Bei seiner exponierten geographischen Lage im Südwesten der Schweiz ist der Kanton Genf in verschiedenen Aufgabenbereichen auf eine regionale und internationale Zusammenarbeit angewiesen. In der Genferseeregion arbeitet er im Conseil du Léman und in der Commission internationale pour la protection des eaux du Léman mit.
Als ein Teil der Metropolregion Genf-Lausanne (französisch Métropole lémanique) steht der Kanton im Austausch mit den benachbarten Bezirken des Kantons Waadt. Und über die Landesgrenze hinweg ist das Kantonsgebiet mit der Agglomeration des Genevois français verbunden, mit dem zusammen er das Gebiet Grand Genève bildet. Eine weitere regionale Einheit im benachbarten Frankreich ist der Pôle métropolitain du Genevois français.

### Vertretung auf Bundesebene
Der Kanton Genf hat zwölf Sitze im Nationalrat und zwei im Ständerat.

## Verwaltungsgliederung

### Politische Gemeinden
Die 45 Gemeinden (communes) sind nach Massgabe der Genfer Verfassung und Gesetze autonom, wobei deren Selbständigkeit im Vergleich zu den Gemeinden in der Deutschschweiz recht beschränkt ist.
Jede Gemeinde hat einen Gemeinderat, den (Conseil municipal), als Legislative und einen Conseil administratif als Exekutive. Kleine Gemeinden haben anstelle des letzteren lediglich einen Gemeindepräsidenten (maire), dem zwei adjoints zur Seite stehen. Beide Räte werden vom Volk für je eine Amtszeit von fünf Jahren gewählt.
Von den insgesamt 45 politischen Gemeinden sind nachfolgend diejenigen zwölf aufgelistet, die mehr als 10'000 Einwohner per 31. Dezember 2023 zählen:
| Politische Gemeinde | Einwohner | Ausländeranteil in Prozent |
| ------------------- | --------- | -------------------------- |
| Genf, Hauptort      | 206'635   | 50,1                       |
| Vernier             | 037'460   | 45,3                       |
| Lancy               | 036'229   | 36,3                       |
| Meyrin              | 026'882   | 46,1                       |
| Carouge             | 022'311   | 37,1                       |
| Onex                | 018'886   | 37,3                       |
| Thônex              | 016'690   | 37,7                       |
| Chêne-Bougeries     | 013'876   | 36,2                       |
| Versoix             | 013'846   | 44,2                       |
| Le Grand-Saconnex   | 012'806   | 44,2                       |
| Plan-les-Ouates     | 012'221   | 24,7                       |
| Veyrier             | 011'917   | 28,3                       |
| Bernex              | 010'864   | 23,5                       |

### Bezirke
Der Kanton Genf kennt keine Einteilung in Bezirke. Das Bundesamt für Statistik (BFS) führt den gesamten Kanton jedoch als einen Bezirk unter der BFS-Nr. 2500.

## Wirtschaft

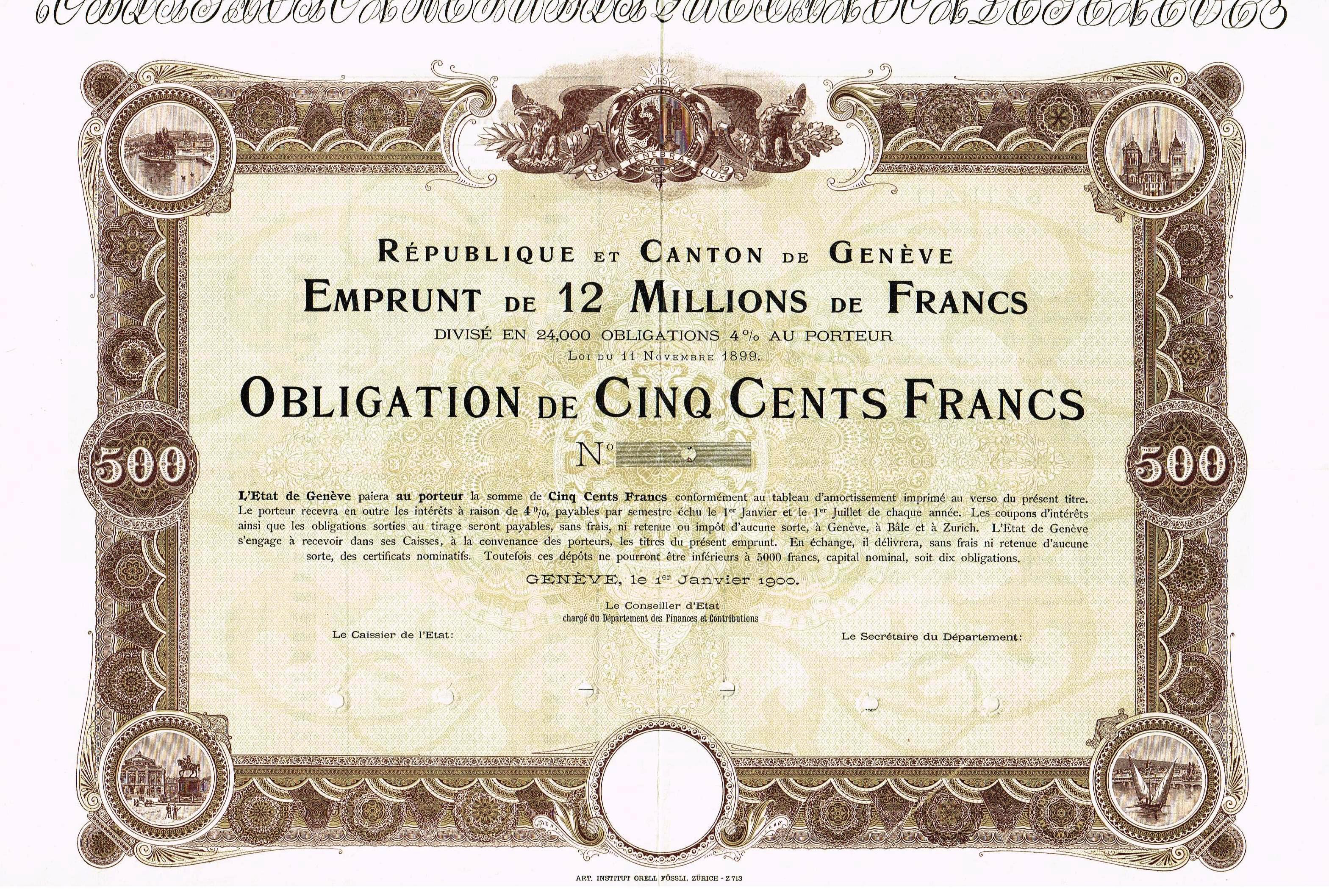
Obligation über 500 Franken der Republik und des Kantons Genf vom 1. Januar 1900

2022 betrug das Bruttoinlandsprodukt (BIP) 61,2 Milliarden Schweizer Franken (Platz 4 unter den 26 Kantonen). Mit einem BIP pro Kopf von 119'644 Franken (2022) belegte der Kanton den dritten Platz hinter Basel-Stadt (209'782) und Zug (192'958), lag jedoch vor Zürich (104'620).
Genf ist Sitz zahlreicher internationaler Behörden, bedeutende Bank- und Handelsstadt, hat diverse Industrien und ist Kongresszentrum. Auch der Tourismus hat einen wichtigen Stellenwert.
Im Jahr 2020 wurde 13,1 Prozent der landwirtschaftlichen Nutzfläche des Kantons durch 60 Betriebe biologisch bewirtschaftet.
Die wichtigsten Kraftwerke im Kanton sind die Laufwasserkraftwerke Barrage de Verbois (466 Gigawattstunden pro Jahr) und Chancy-Pougny (210 Gigawattstunden pro Jahr), die Müllverbrennungsanlage Les Cheneviers (125 Gigawattstunden pro Jahr) und das Laufwasserkraftwerk Barrage du Seujet (20 Gigawattstunden pro Jahr). Das kantonale Infrastrukturunternehmen sind die Services Industriels de Genève.

### Verkehr
Stadt und Kanton sind national und international erschlossen: zweitgrösster Flughafen der Schweiz (Genève-Cointrin), Anschluss an das französische Hochgeschwindigkeits-Eisenbahnnetz (TGV), Autobahn Lyon–Bern. Der lange Zeit vernachlässigte regionale öffentliche Verkehr (ÖV) wird derzeit mittels des erneuten Ausbaus des zuvor stark reduzierten Strassenbahnnetzes wieder stark gefördert.
Im Jahr 2024 lag der Motorisierungsgrad (Personenkraftwagen pro 1'000 Einwohner) bei 409.
Im Kanton Genf ist der öffentliche Verkehr bzw. das Unireso-Abonnement, das zur freien Fahrt berechtigt, für junge Menschen unter 18 Jahre, die im Kanton wohnen, seit 1. Januar 2025 kostenlos. Das Gleiche gilt für innerhalb des Kantons in Ausbildung befindliche Menschen bis einschliesslich 24 Jahre, die im oder ausserhalb des Kantons wohnen. Auch ausserhalb des Kantons in Ausbildung befindliche Menschen, bis einschliesslich 24 Jahre, die im Kanton wohnen, können von einem Gratis-ÖV-Abonnement profitieren. Darüber hinaus gilt das Angebot auch für im Kanton wohnende Menschen mit tiefem Einkommen bis einschliesslich 24 Jahre. Rentnerinnen und IV-Bezüger mit Wohnsitz im Kanton Genf erhalten das Jahresabo zum halben Preis.

## Siehe auch

Ausblick über den gesamten Kanton Genf vom Mont Salève, rechts oben der Genfer See